# Bão (khí tượng học)

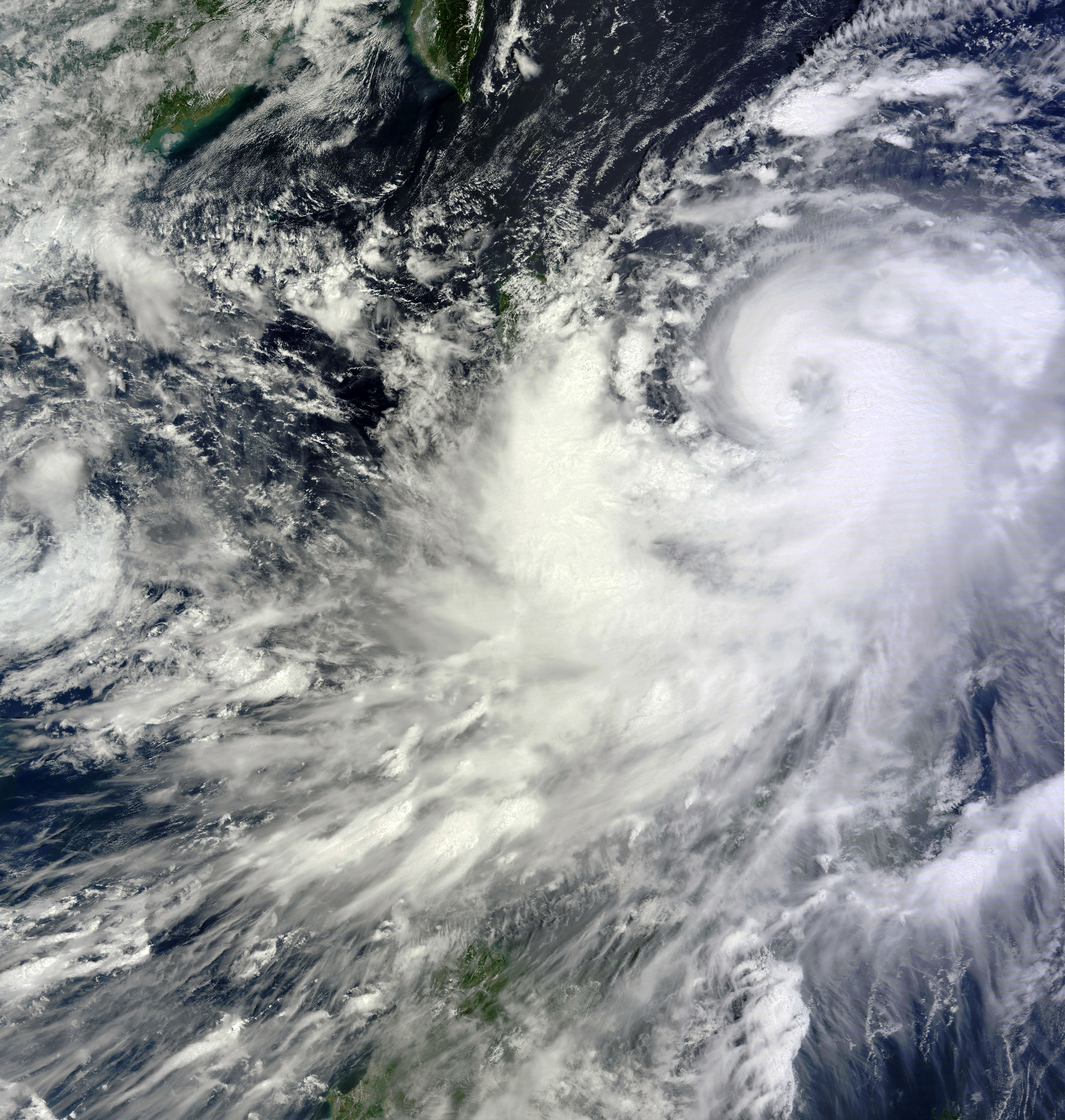
Bão Nesat đang tiến gần Philippines trong ngày 26 tháng 9 năm 2011

Bão là xoáy thuận quy mô synop (500−1000 km) không có front, phát triển trên miền biển nhiệt đới hay cận nhiệt đới ở mực bất kỳ và có hoàn lưu xác định.
Trong không gian ba chiều, bão là một cột xoáy khổng lồ, ở tầng thấp (khoảng 0−3 km) không khí nóng ẩm chuyển động xoắn trôn ốc ngược chiều kim đồng hồ (ở Bắc Bán Cầu) hội tụ vào tâm, chuyển động thẳng đứng lên trên trong thành mắt bão và tỏa ra ngoài ở trên đỉnh theo chiều ngược lại. Ở chính giữa trung tâm của cơn bão không khí chuyển động giáng xuống, tạo nên vùng quang mây ở mắt bão.
Các thành phần chính của bão bao gồm các dải mưa ở rìa ngoài, mắt bão nằm ở chính giữa và thành mắt bão nằm ngay sát mắt bão.
Giá trị khí áp nhỏ nhất tại tâm bão và tăng dần ra phía rìa bão. Càng vào gần tâm, cường độ gió bão càng mạnh, khu vực tốc độ gió mạnh nhất cách tâm bão khoảng vài chục km. Vào vùng mắt bão gió đột ngột yếu hẳn, tốc độ gió gần bằng không. Khi qua khỏi vùng mắt bão gió lại đột ngột mạnh lên nhưng có hướng ngược lại, đây chính là tính chất ảnh hưởng nguy hiểm nhất của bão.

## Hình thành và phát triển

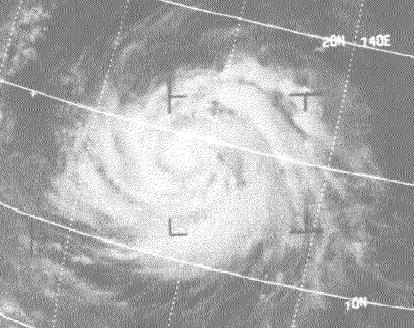
Bão Irma năm 1971, tại thời điểm đó, cơn bão giữ kỷ lục tăng cường độ nhanh nhất trong vòng 24 giờ, với áp suất giảm từ 980 mbar xuống 885 mbar

Bão chỉ có thể hình thành khi có đủ ba điều kiện: nhiệt độ, độ ẩm và động lực để tạo xoáy.
Trên biển phía tây bắc Thái Bình Dương, dải vĩ độ 5−20 hai bên xích đạo có nhiệt độ cao (từ 26−27°C trở lên) đảm bảo cung cấp đủ lượng hơi nước khổng lồ bốc hơi mạnh để cung cấp năng lượng ngưng kết cho bão hình thành, lực Coriolis đủ lớn để tạo xoáy.
Đới gió cơ bản vùng nhiệt đới mà trong đó bão hình thành cần phải có độ đứt thẳng đứng nhỏ, vì độ đứt thẳng đứng của gió ngăn cản sự phát triển của xoáy thuận. Thực tế cho thấy, ở khu vực Tây Bắc Thái Bình Dương, khi đới gió tây trên cao bao trùm lên trên đới tín phong (có hướng đông bắc) thì bão khó hình thành. Trái lại, bên trên tín phong có gió đông dày, thường tới 6 km, thì bão dễ hình thành và phát triển. Đới gió đông càng dày thì bão càng dễ hình thành và phát triển.
Bão thường phát triển lên từ một vùng áp thấp nhỏ ban đầu. Trên vùng Tây Bắc Thái Bình Dương, các vùng áp thấp thường hình thành trên ITCZ (dải hội tụ nhiệt đới), rãnh xích đạo hay từ các nhiễu động ở rìa đới tín phong như sóng đông hay sóng xích đạo.
Giai đoạn phát triển:
Đặc điểm của giai đoạn này là khí áp bề mặt vùng bão tiếp tục giảm và tốc độ giảm áp ngày càng tăng, trung bình 15−20 hPa/ngày, cá biệt lên tới 97 hPa/ngày và 51 hPa/8 giờ (cơn bão Irma năm 1971 trên Tây Bắc Thái Bình Dương), cho đến khi đạt giá trị khí áp thấp nhất. Gió bão cũng càng ngày càng mạnh thêm một cách nhanh chóng với vùng gió mạnh nhất được hình thành và thu hẹp lại trong vách bão với bán kính chỉ chừng 100 km trở lại. Tốc độ gió mạnh nhất ở vùng gần trung tâm bão thường xuất hiện vào cuối giai đoạn này.
Giai đoạn chín muồi:
Giai đoạn này bắt đầu khi sự phát triển của bão đã hoàn tất, khí áp trung tâm bão không tiếp tục giảm thêm và tốc độ gió cực đại ở vùng gần trung tâm bão cũng không tăng thêm nữa. Nhưng ở giai đoạn này phạm vi bão và vùng gió mạnh ở gần trung tâm bão thường mở rộng hơn. Đặc biệt bán kính vùng gió mạnh từ khoảng trong 100 km có thể mở rộng tới 200 km hoặc hơn nữa. Giai đoạn này thường kéo dài vài ba ngày, có khi tới cả tuần lễ ở trên đại dương.
Giai đoạn tan rã:
Khi bão đi vào đất liền, do ảnh hưởng của địa hình và đặc biệt là do không được cung cấp đầy đủ hơi ẩm nên bão bị mất tiềm nhiệt ngưng kết năng lượng để tồn tại, kích thước thu hẹp, khí áp đầy lên nên nó bị suy yếu và tan rã sau 1−2 ngày. Bão cũng có thể suy yếu và tan rã trên biển khi gặp những điều kiện bất lợi như: đi vào vùng nước lạnh, bị không khí lạnh xâm nhập vào, kết cấu hoàn lưu trên cao không thuận lợi,...

Các giai đoạn phát triển của Bão Neoguri năm 2014, từ khi mới hình thành cho đến lúc chuyển đổi thành xoáy thuận ngoại nhiệt đới
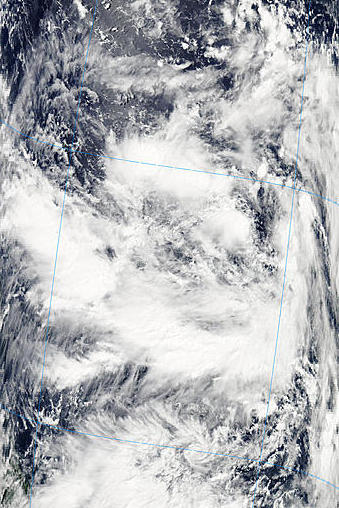
(2 tháng 7) Áp thấp nhiệt đới
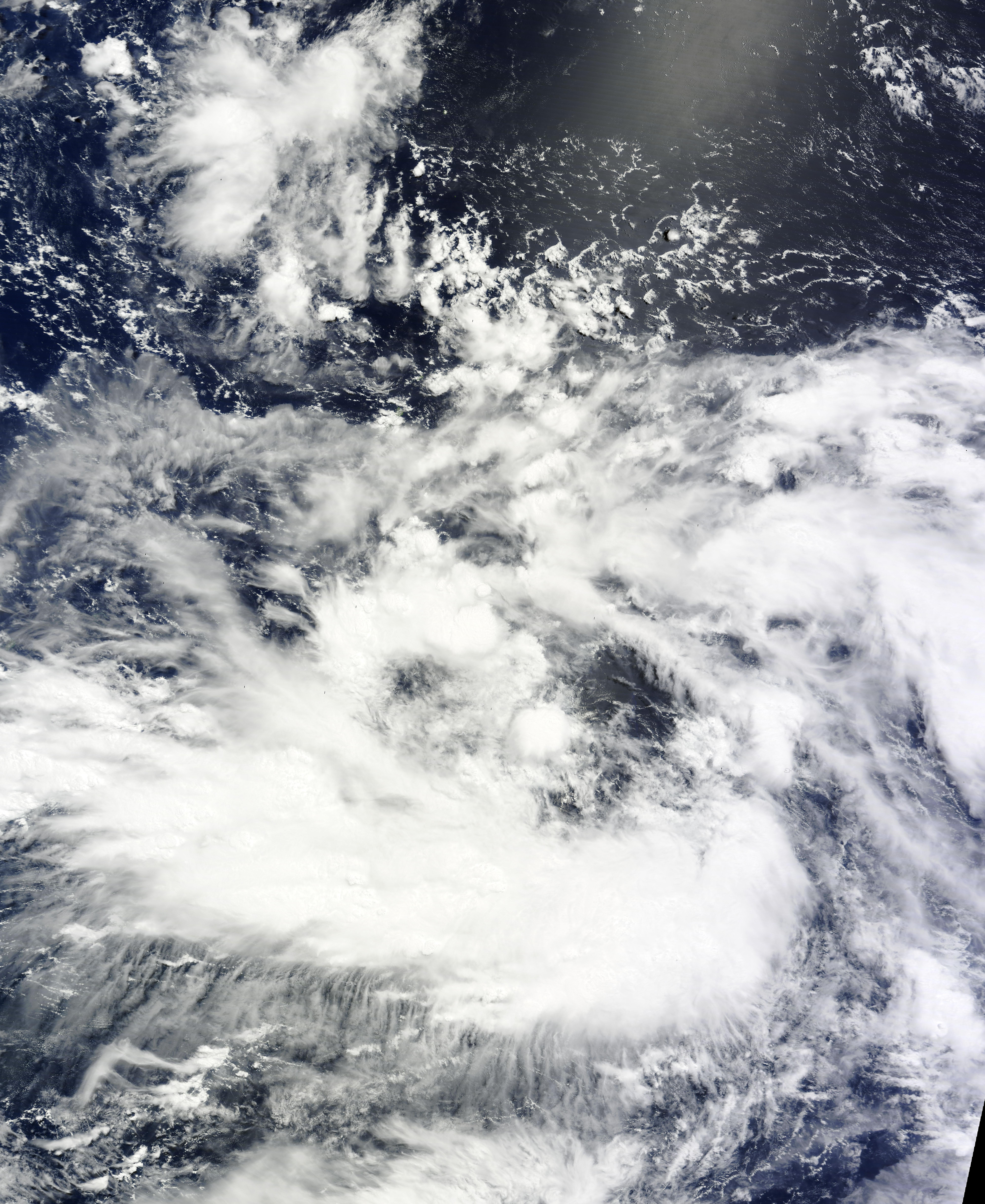
(3 tháng 7) Áp thấp nhiệt đới
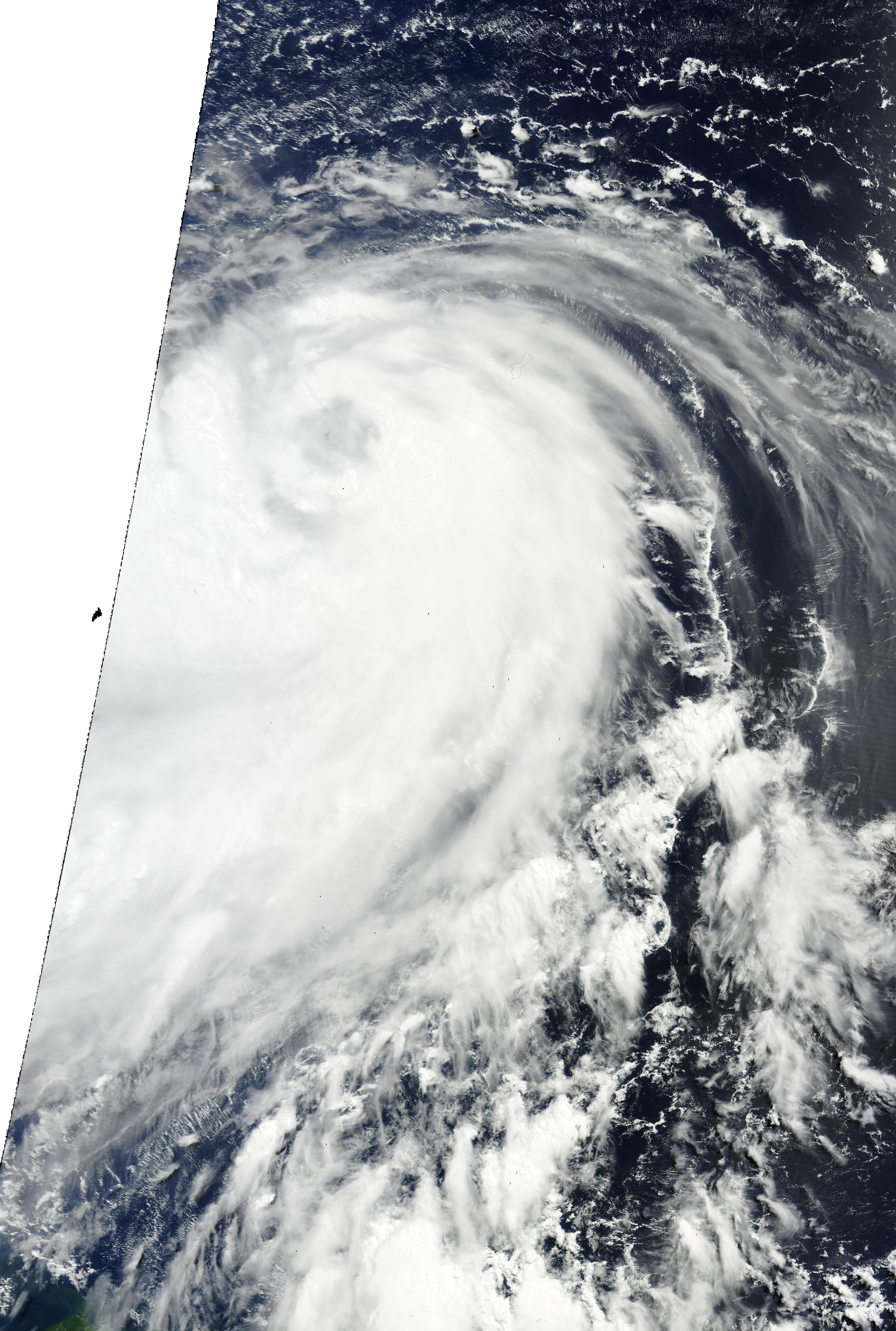
(4 tháng 7) Bão nhiệt đới
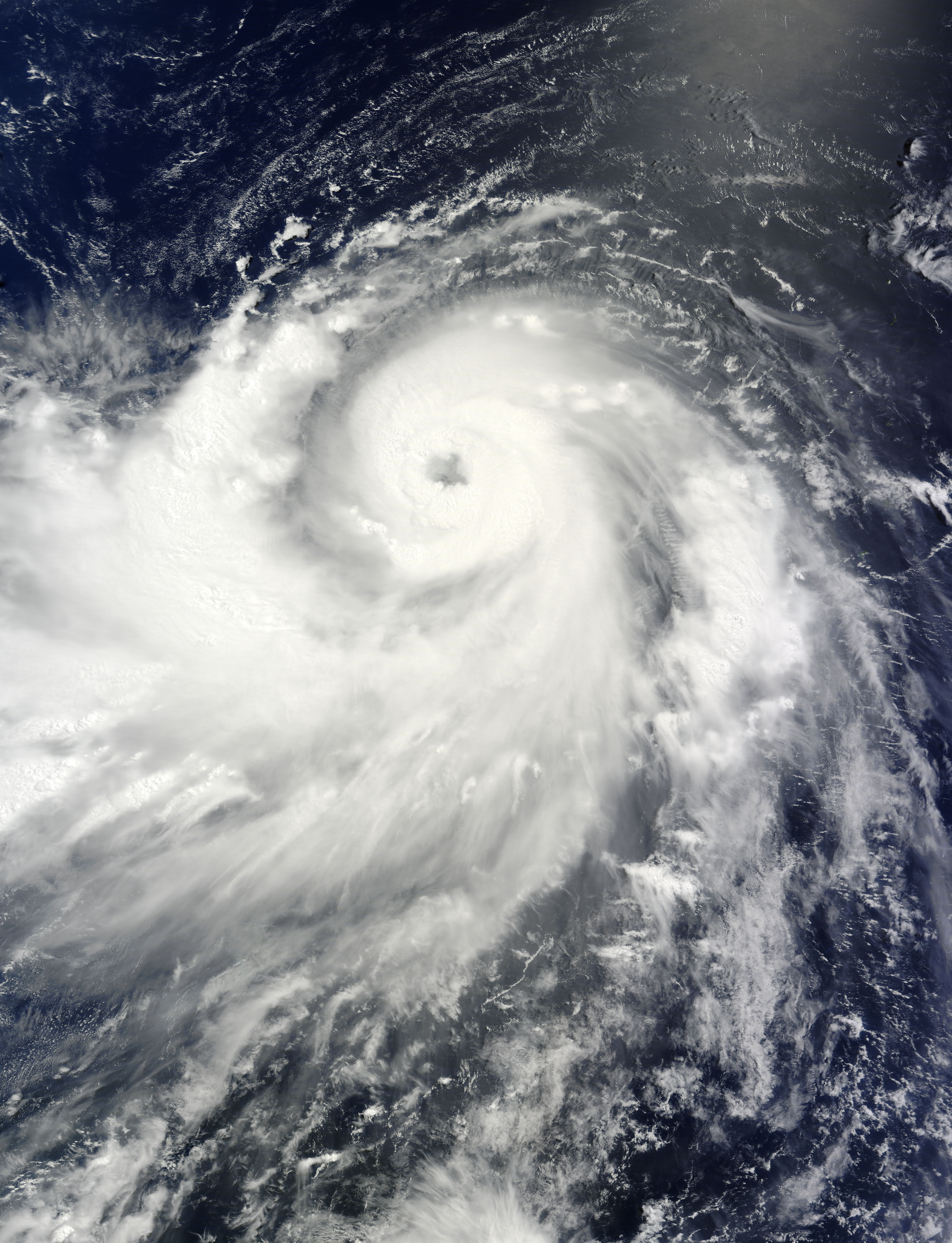
(5 tháng 7) Bão cuồng phong
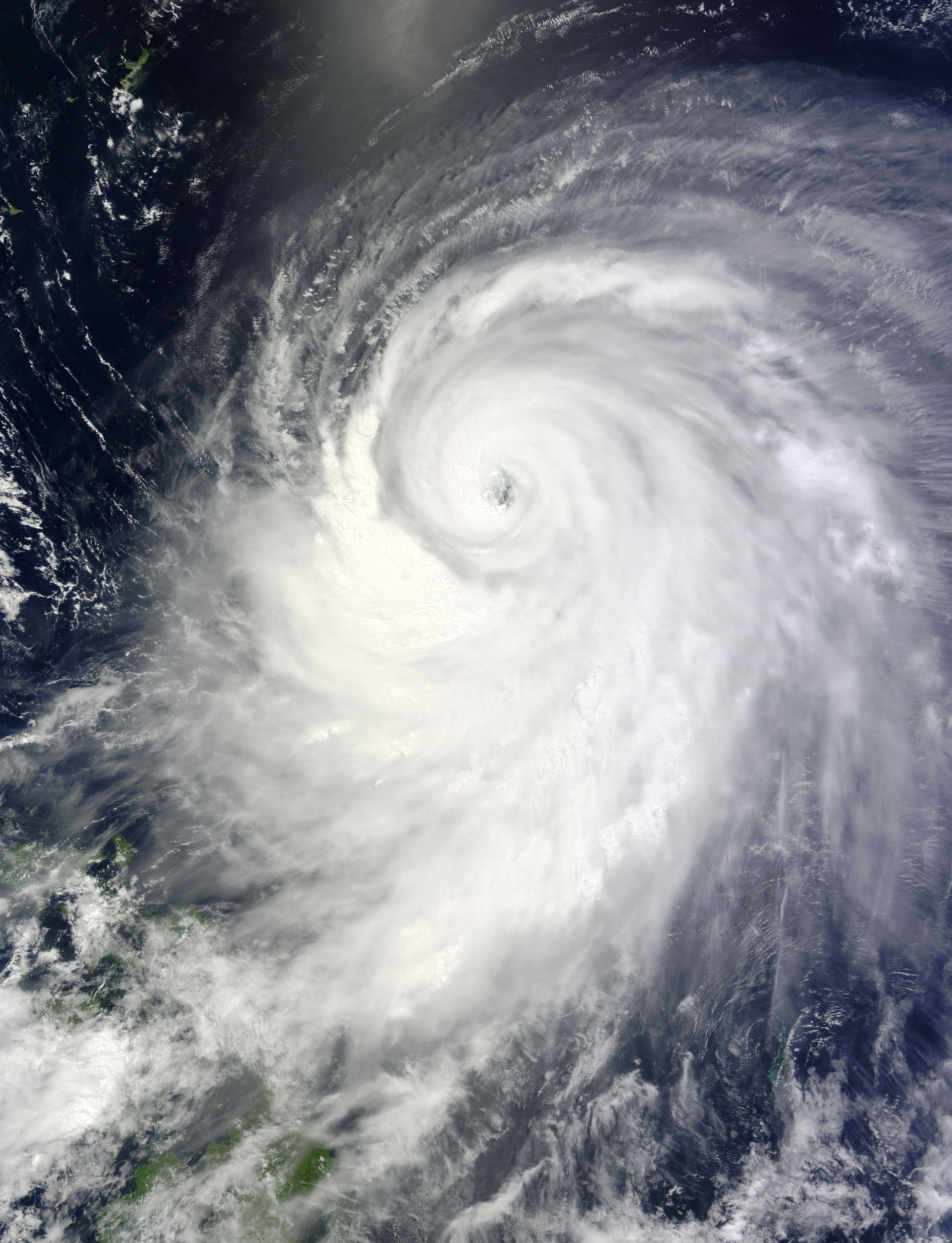
(6 tháng 7) Bão cuồng phong
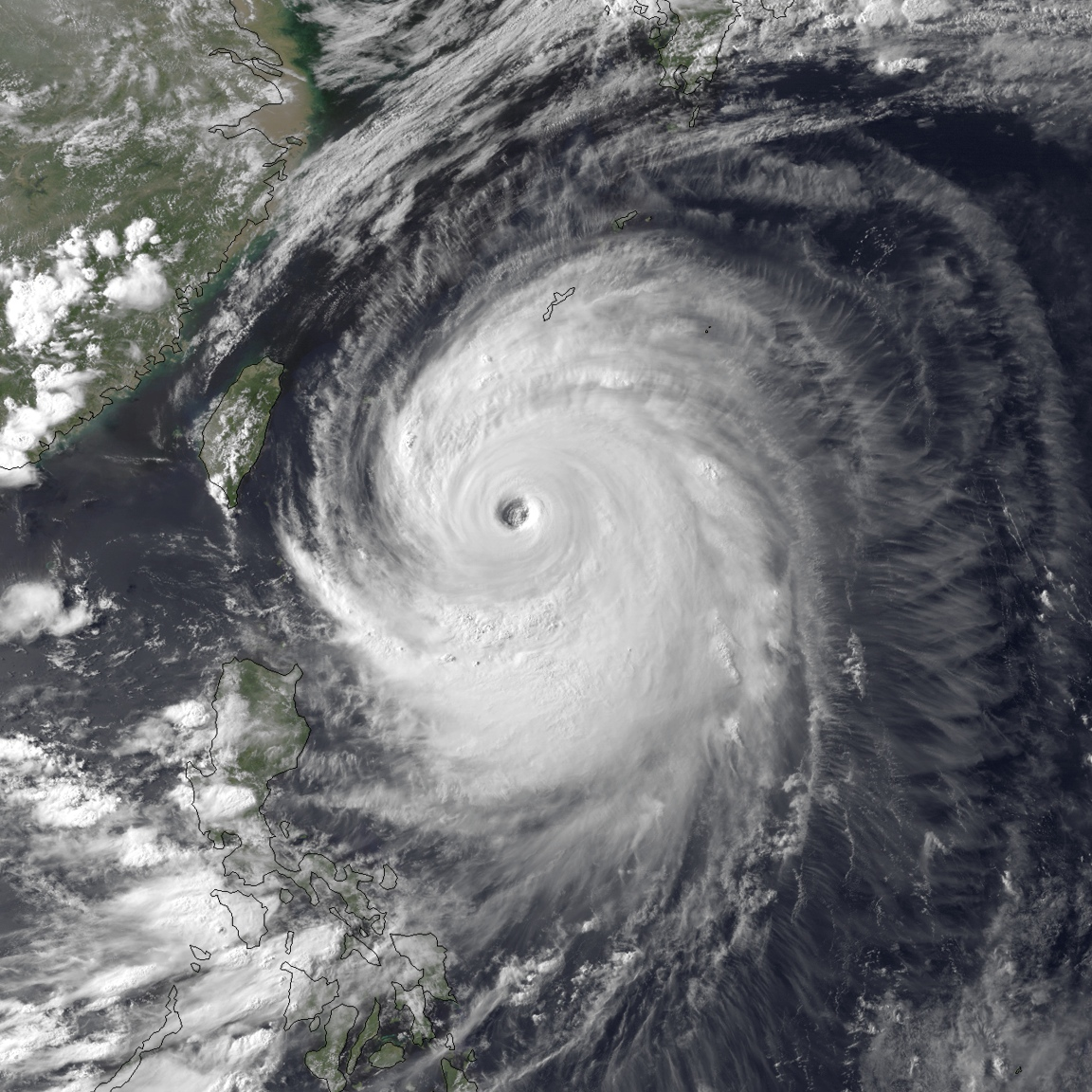
(7 tháng 7) Siêu bão cuồng phong
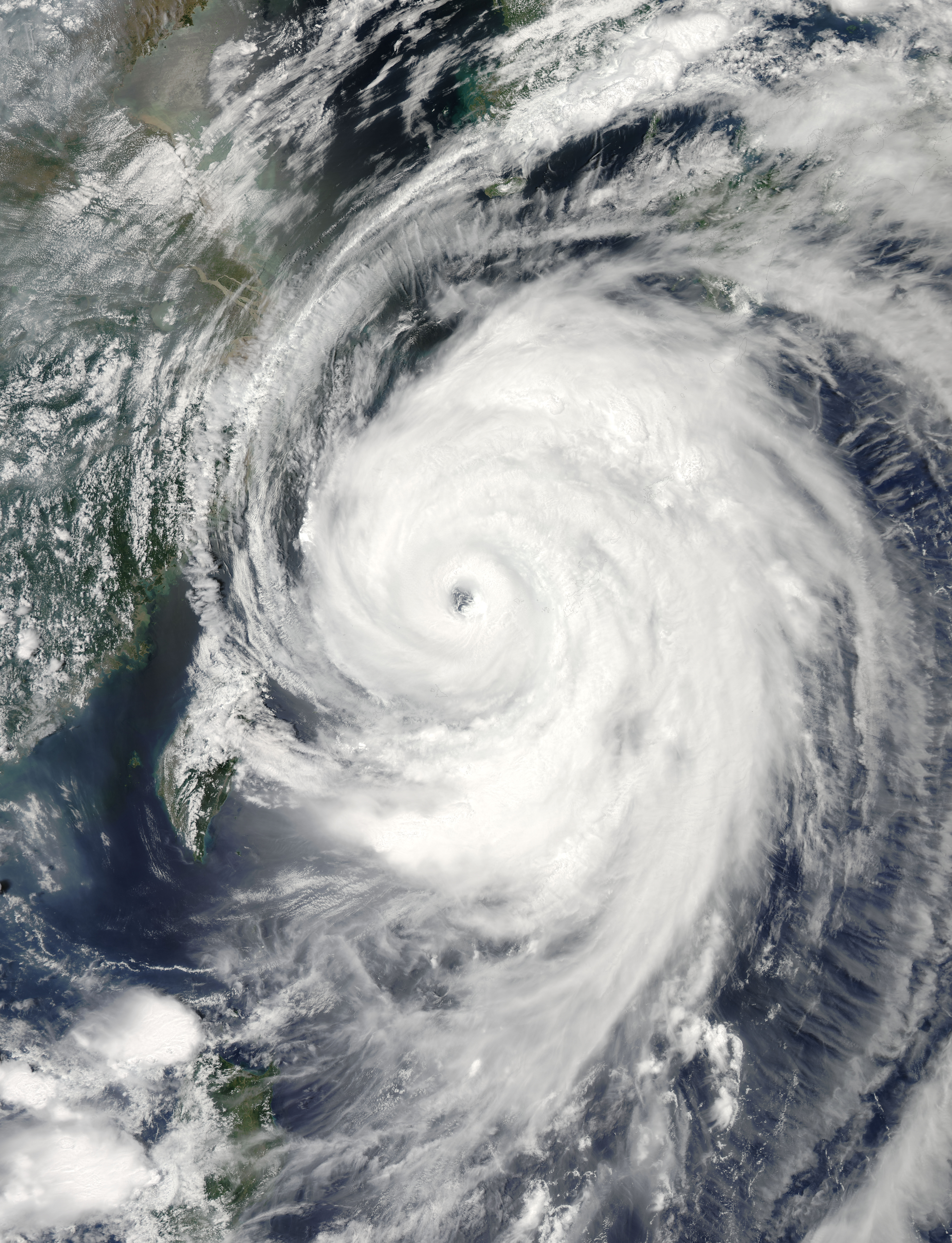
(8 tháng 7) Bão cuồng phong
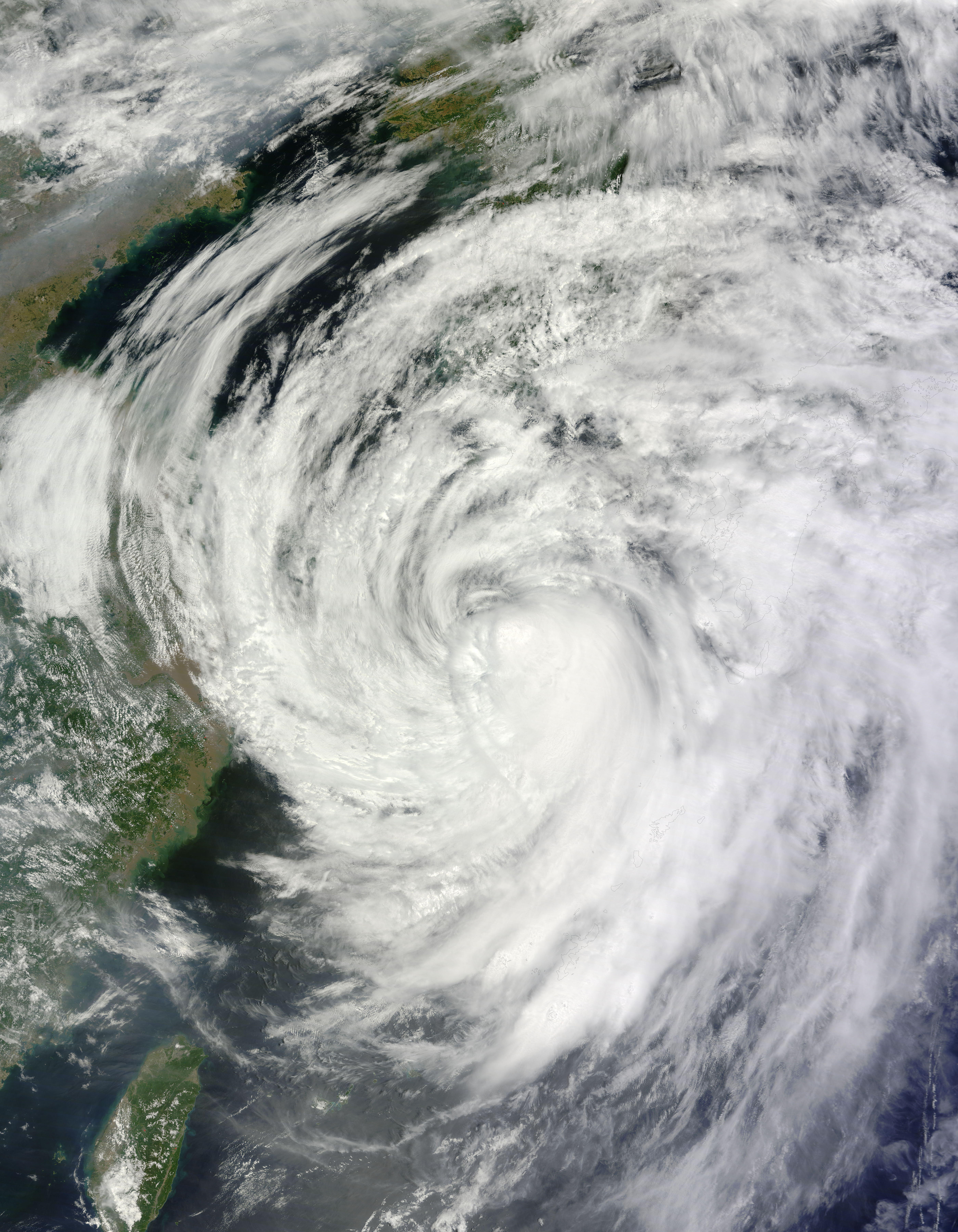
(9 tháng 7) Bão nhiệt đới dữ dội
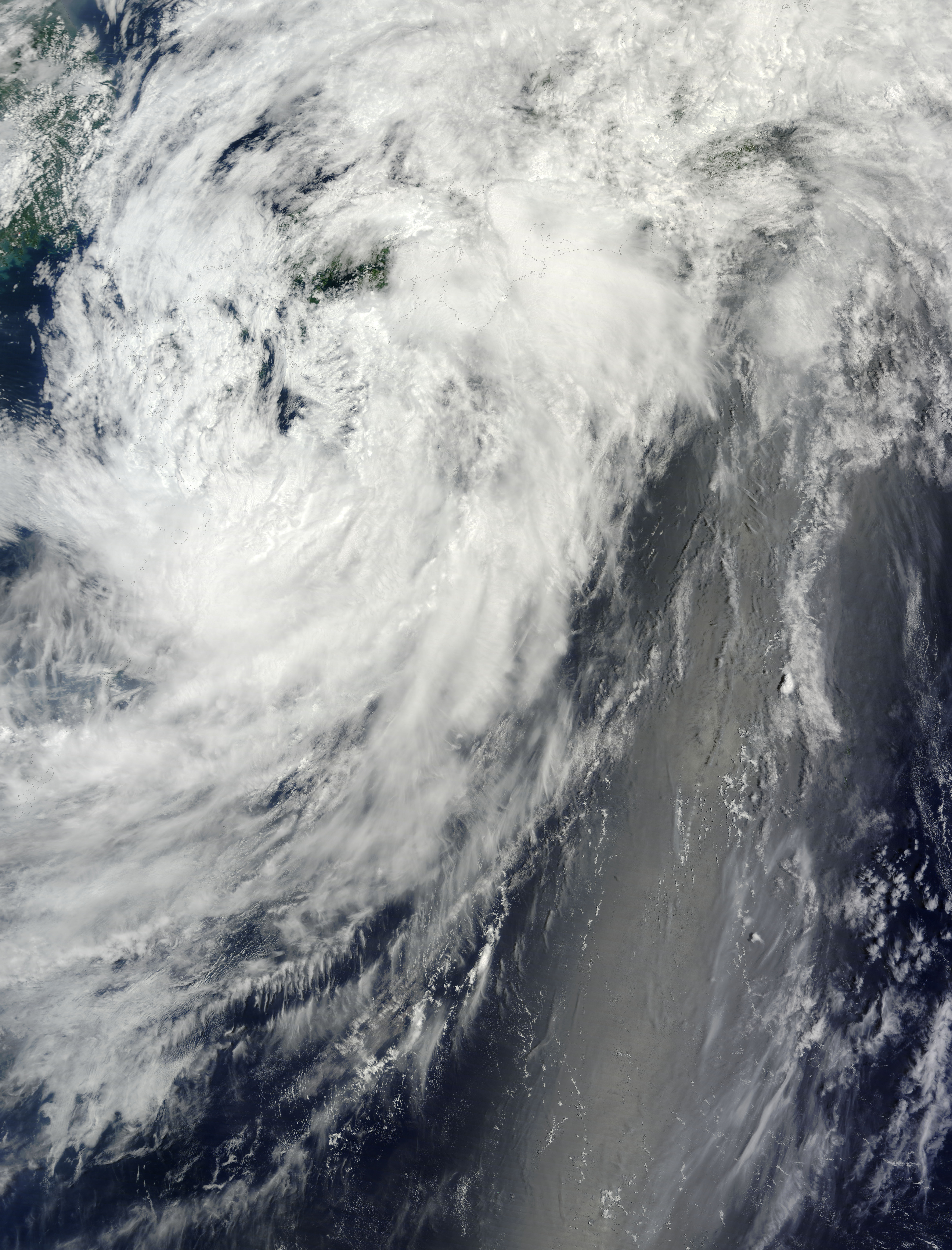
(10 tháng 7) Bão nhiệt đới
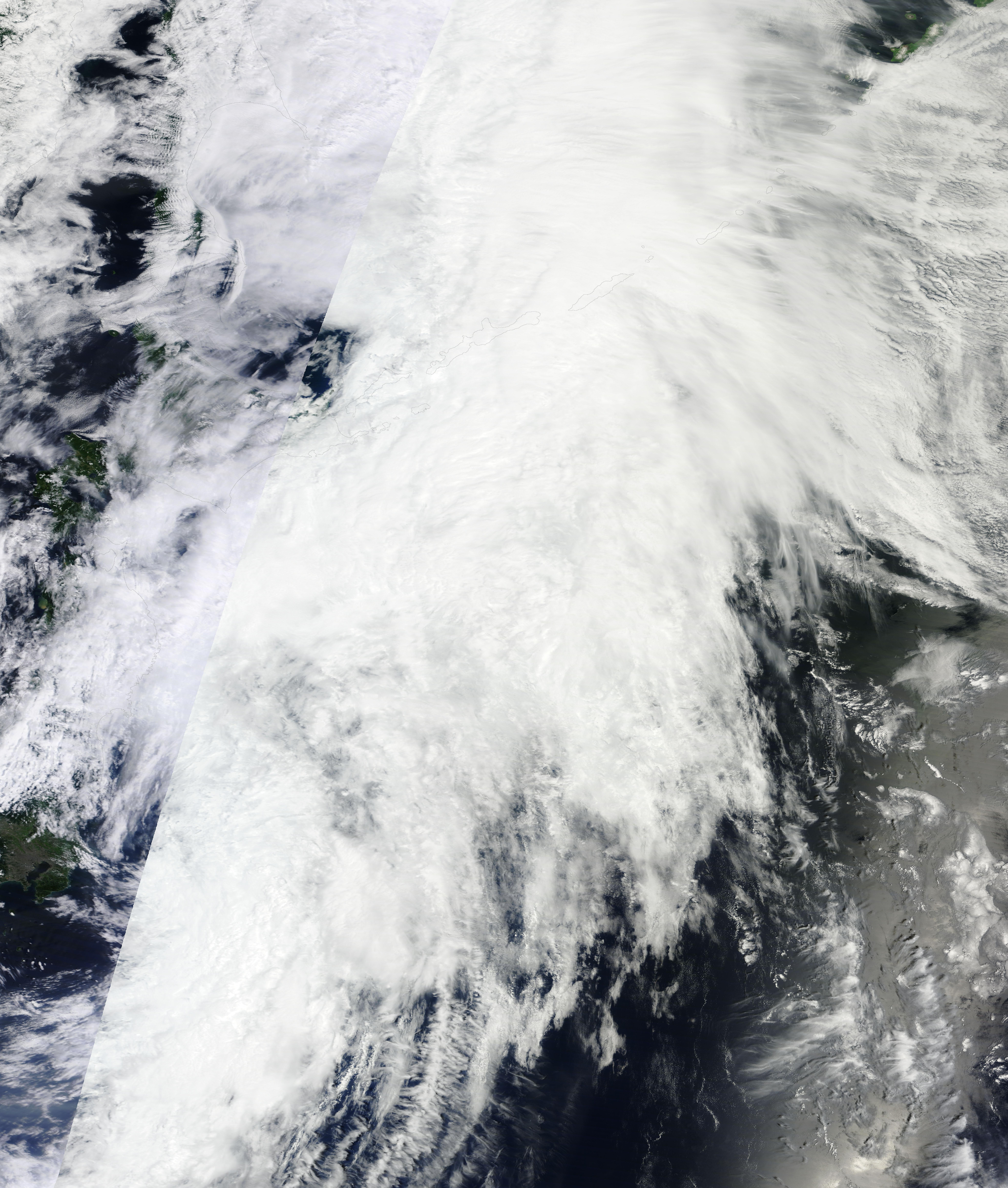
(11 tháng 7) Xoáy thuận ngoại nhiệt đới

## Các loại bão
- Bão tuyết: là hiện tượng tuyết rơi rất dày kèm theo gió mạnh. Thường xuất hiện ở các nước đới lạnh hoặc đới ôn hòa.
- Lốc cát: còn gọi là quỷ cát, là hiện tượng cát cuốn lên rất cao, xảy ra vào giữa trưa, ở những vùng sa mạc.
- Tố: là hiện tượng gió tăng tốc một cách đột ngột, đi kèm với những cơn dông mạnh.
- Dông: là loại bão có đi kèm sấm sét, mưa to hoặc mưa đá.
- Lốc xoáy: là hiện tượng 1 luồng không khí xoáy tròn mở rộng ra từ 1 đám mây dông xuống tới mặt đất.đặc biệt ở chỗ là dông có thể xuống chỗ đồng trống (nông thôn) và thành phố
- Bão lửa: là cách gọi những đám cháy dữ dội đã tự tạo cho mình 1 hệ thống đối lưu và gió riêng khiến nó trở nên cực kỳ lớn và rất khó kiểm soát hay dập tắt.
- Xoáy thuận nhiệt đới: là các hệ thống bão (storm system) quay nhanh đặc trưng bởi 1 trung tâm có áp suất thấp, gió mạnh và cấu trúc mây dông xoắn ốc tạo ra mưa lớn.

## Xoáy thuận nhiệt đới
Các cơn bão thường hình thành khi 1 tâm áp thấp phát triển với 1 hệ thống áp cao xung quanh nó. Sự kết hợp của các lực đối nghịch có thể sinh ra gió và hình thành các đám mây bão, chẳng hạn mây vũ tích.
Một định nghĩa khí tượng chặt về 1 cơn bão là có cấp gió Beaufort {\displaystyle \geq }10 (89 km/h). Ở Việt Nam, gió xoáy có cấp Beaufort từ 6 - 7 trên 1 diện rộng gọi là áp thấp nhiệt đới. Gió xoáy từ cấp 8 trở lên trên 1 diện rộng, có thể kèm theo mưa lớn gọi chung là bão.
Ngoài thang sức gió Beaufort, còn dùng các thang khác như thang bão Saffir-Simpson. Ở Việt Nam, do hầu như không có bão mạnh đến mức cần sử dụng thang bão Saffir-Simpson, nên người ta chỉ cần sử dụng thang sức gió Beaufort để mô tả sức mạnh của chúng là đủ. Các thang sức gió giúp phân loại bão theo cường độ gió kéo dài, theo áp suất tâm bão, theo mức độ tàn phá, mức độ gây ngập lụt...

### Các giai đoạn bão (xoáy thuận nhiệt đới)
1. Vùng áp thấp (low pressure area): có vùng áp thấp trên bản đồ khí áp bề mặt, nhưng vị trí trung tâm không thể xác định được
2. Áp thấp nhiệt đới (Tropical Depression): vị trí trung tâm có thể xác định được, nhưng Vmax < 34 kt
3. Bão tố nhiệt đới (Tropical Storm - TS): Vmax 34-47 kt ("storm" gốc từ tiếng Hà Lan là "giông tố", tiếng Trung là "cuồng phong", ở đây tạm dịch là "bão tố")
4. Bão tố nhiệt đới dữ dội (severe TS): Vmax 48-63 kt
5. Bão cuồng phong (Typhoon): Vmax {\displaystyle \geq }64 kt. Có cơn bão quá mạnh người ta gọi là "siêu bão" (supertyphoon).

## Tên gọi của bão
Bão được gọi bằng nhiều cách khác nhau tùy theo từng khu vực hình thành trên Trái Đất. Bão có tên Hy Lạp là “Typhoon”, tên Arập là “Tufans”, tên Trung Quốc là “Taifung” gần giống các từ Hylạp và Arập. Ở Tây Thái Bình Dương và Biển Đông gọi là Typhoon. Vùng Ấn Độ Dương và Nam Thái Bình Dương gọi là Tropical Cyclone. Khu vực Đông Bắc Thái Bình Dương và Bắc Đại Tây Dương gọi là Hurricane.
Để tránh nhầm lẫn trong việc đưa ra các thông tin về từng cơn bão vì các cơn bão có thể kéo dài hàng tuần hoặc lâu hơn, trên cùng một khu vực, cùng một thời gian có thể có 2 hoặc 3 cơn bão, thậm chí có thể nhiều hơn, người ta đặt tên cho các cơn bão.
Trong thời gian xảy ra chiến tranh thế giới thứ hai, các nhà Khí tượng Lục quân và Hải quân Mỹ đã dùng tên của phụ nữ để đặt tên cho các cơn bão.
Các cơn bão ở Đông Bắc Thái Bình Dương được đặt theo tên phụ nữ từ năm 1959 - 1960, đến năm 1978 sử dụng cả tên nữ giới và nam giới.
Ở vùng Bắc Ấn Độ Dương, các cơn bão nhiệt đới bắt đầu được đặt tên từ tháng 9 năm 2004 
Ở vùng Australia và Nam Thái Bình Dương, bão bắt đầu được đặt tên (theo tên phụ nữ) từ năm 1964, đến năm 1973 thì sử dụng cả tên nam giới.
Từ ngày 1/1/2000 các cơn bão ở Tây Bắc Thái Bình Dương được đặt tên theo danh sách các tên mới và rất khác nhau. Các tên mới được bổ sung gồm các tên của khu vực Châu Á, được lấy từ 14 nước và vùng lãnh thổ là thành viên của ủy ban bão thuộc Tổ chức Khí tượng Thế giới. Mỗi thành viên cung cấp 10 tên, tạo thành danh sách 140 tên bão.
Dưới đây là danh sách tên bão nhiệt đới trên Tây Bắc Thái Bình Dương tính đến thời điểm năm 2015. Đây là danh sách tên quốc tế được Trung tâm Khí tượng Chuyên ngành Khu vực (RSMC - trên Tây Bắc Thái Bình Dương là Cơ quan Khí tượng Nhật Bản (JMA)) sử dụng để đặt tên cho bất kỳ xoáy thuận nhiệt đới nào trên khu vực này đạt đến cường độ bão nhiệt đới:
| Danh sách 1 | Damrey   | Haikui   | Kirogi   | Kai-Tak   | Tembin  | Bolaven  | Sanba    | Jelawat | Ewiniar  | Maliksi | Gaemi   | Prapiroon  | Maria     | Son-Tinh |
| Danh sách 1 | Ampil    | Wukong   | Jongdari | Shanshan  | Yagi    | Leepi    | Bebinca  | Rumbia  | Soulik   | Cimaron | Jebi    | Mangkhut   | Barijat   | Trami    |
| Danh sách 2 | Kong-rey | Yutu     | Toraji   | Man-yi    | Usagi   | Pabuk    | Wutip    | Sepat   | Mun      | Danas   | Nari    | Wipha      | Francisco | Lekima   |
| Danh sách 2 | Krosa    | Bailu    | Podul    | Lingling  | Kajiki  | Faxai    | Peipah   | Tapah   | Mitag    | Hagibis | Neoguri | [ Note 1 ] | Matmo     | Halong   |
| Danh sách 3 | Nakri    | Fengshen | Kalmaegi | Fung-wong | Kammuri | Phanfone | Vongfong | Nuri    | Sinlaku  | Hagupit | Jangmi  | Mekkhala   | Higos     | Bavi     |
| Danh sách 3 | Maysak   | Haishen  | Noul     | Dolphin   | Kujira  | Chan-hom | Linfa    | Nangka  | Soudelor | Molave  | Goni    | Atsani     | Etau      | Vamco    |
| Danh sách 4 | Krovanh  | Dujuan   | Mujigae  | Choi-wan  | Koppu   | Champi   | In-Fa    | Melor   | Nepartak | Lupit   | Mirinae | Nida       | Omais     | Conson   |
| Danh sách 4 | Chanthu  | Dianmu   | Mindulle | Lionrock  | Kompasu | Namtheun | Malou    | Meranti | Rai      | Malakas | Megi    | Chaba      | Aere      | Songda   |
| Danh sách 5 | Sarika   | Haima    | Meari    | Ma-on     | Tokage  | Nock-ten | Muifa    | Merbok  | Nanmadol | Talas   | Noru    | Kulap      | Roke      | Sonca    |
| Danh sách 5 | Nesat    | Haitang  | Nalgae   | Banyan    | Hato    | Pakhar   | Sanvu    | Mawar   | Guchol   | Talim   | Doksuri | Khanun     | Lan       | Saola    |
| Nguồn.      |          |          |          |           |         |          |          |         |          |         |         |            |           |          |

## Cường độ bão
Theo tốc độ gió mạnh nhất ở vùng gần trung tâm xoáy thuận nhiệt đới, tổ chức khí tượng thế giới WMO (World Meteorological Organization) quy định phân loại xoáy thuận nhiệt đới thành:
+ Áp thấp nhiệt đới (Tropical Depression): là xoáy thuận nhiệt đới với hoàn lưu mặt đất giới hạn bởi một hay một số đường đẳng áp khép kín và tốc độ gió lớn nhất (Vmax) ở gần vùng trung tâm từ 10,8−17,2 m/s (cấp 6 - cấp 7).
+ Bão nhiệt đới (Tropical Storm): là xoáy thuận nhiệt đới với các đường đẳng áp khép kín và tốc độ gió lớn nhất ở vùng gần trung tâm từ 17,2 đến 24,4 m/s (cấp 8 - cấp 9).
+ Bão mạnh (Severe Tropical Storm): là xoáy thuận nhiệt đới với tốc độ gió lớn nhất vùng gần trung tâm từ 24,5−32,6 m/s (cấp 10 - cấp 11).
+ Bão rất mạnh (Typhoon/Hurricane): là xoáy thuận nhiệt đới với tốc độ gió lớn nhất vùng gần trung tâm từ 32,7 m/s trở lên (trên cấp 11).
Những áp thấp ở vùng biển nhiệt đới có Vmax < 11 m/s, không gây nên biển động, không phân loại được gọi là nhiễu động nhiệt đới (Tropical Disturbance).

## Quỹ đạo di chuyển
Ở Tây Bắc Thái Bình Dương, xoáy thuận nhiệt đới có khuynh hướng di chuyển theo hướng với một tốc độ tỷ lệ với vận tốc của những luồng gió trên cao bao phủ trên chúng. Đồng thời quỹ đạo di chuyển của xoáy thuận nhiệt đới còn chịu ảnh hưởng của hệ thống không khí xung quanh.
Tốc độ di chuyển của xoáy thuận nhiệt đới ở vùng vĩ độ thấp khoảng 10−20 km/h. Khi gần đến điểm chuyển hướng xoáy thuận nhiệt đới sẽ đi chậm lại rồi sau đó sẽ đi nhanh hơn nhiều sau khi đã chuyển hướng. Tốc độ di chuyển chậm nhất có thể xấp xỉ bằng 0 khi xoáy thuận nhiệt đới di chuyển với quỹ đạo phức tạp.
Sau khi hình thành, xoáy thuận nhiệt đới di chuyển về phía tây, tức là theo hướng chuyển động chung của dòng không khí trong khu vực nhiệt đới. Tuy nhiên quỹ đạo của xoáy thuận nhiệt đới hơi lệch về phía vĩ độ cao. Nếu như xoáy thuận nhiệt đới còn ở vùng vĩ độ cao gần với vùng nhiệt đới và còn nằm trên biển thì nó sẽ vòng theo rìa phía tây của áp cao cận nhiệt đới và vượt ra khỏi vùng nhiệt đới chuyển hướng di chuyển từ Tây Bắc rồi sang Đông Bắc. Điểm trên quỹ đạo mà tại đó xoáy thuận nhiệt đới thay đổi hướng di chuyển được gọi là điểm chuyển hướng. Quỹ đạo điển hình của xoáy thuận nhiệt đới là ban đầu di chuyển trong khu vực nhiệt đới rồi sau đó vượt ra ngoài khu vực nhiệt đới đi vào khu vực ngoại nhiệt đới, đây là quỹ đạo parabol điển hình mà đỉnh parabol hướng về phía tây.
Quỹ đạo của xoáy thuận nhiệt đới hoạt động trên Biển Đông ít thấy dạng parabol điển hình. Quỹ đạo trung bình của xoáy thuận nhiệt đới hoạt động trên Biển Đông có sự xê dịch từ Bắc xuống Nam theo mùa rõ rệt. Vào tháng 6 do áp cao cận nhiệt đới Tây Thái Bình Dương chưa phát triển mạnh nên quỹ đạo vào thời gian này thường hướng lên phía bắc. Sang tháng 7–8, quỹ đạo trung bình có hướng từ khu vực 20 vĩ độ Bắc trở ra. Đến tháng 9 đường đi của xoáy thuận nhiệt đới dịch xuống phía nam và Nam Trung Bộ.
Sự di chuyển của xoáy thuận nhiệt đới có khi là những đường ngoằn ngoèo, có khi lại thắt nút, có khi đi rất nhanh nhưng cũng có khi đứng yên một chỗ.

## Phát hiện, theo dõi và quan trắc bão
Thời gian chính trong năm có bão hoạt động là vào mùa hè và mùa thu: từ tháng 6 - tháng 10 (ở Bắc Bán Cầu) và tháng 12 - tháng 3 năm sau (ở Nam Bán Cầu). Thời gian này có đầy đủ các điều kiện thuận lợi cho sự hình thành và phát triển của bão: nhiệt độ nước biển cao, khí quyển vùng nhiệt đới khá thuận lợi cho sự phát triển đối lưu (hình thành dông), và chuyển động xoáy quy mô lớn xảy ra khá mạnh mẽ (trong rãnh gió mùa hoặc sóng đông).
Bão hoạt động nhiều nhất vào thời kỳ có bức xạ mặt trời lớn nhất (cuối tháng 6 đối với vùng nhiệt đới Bắc Bán Cầu và cuối tháng 12 đối với vùng nhiệt đới Nam Bán Cầu), nước biển cần một thời gian khá dài (nhiều tuần) để đạt được nhiệt độ nóng nhất. Cùng thời gian này hoàn lưu khí quyển vùng nhiệt đới cũng hoạt động mạnh mẽ nhất. Nhiệt độ vùng biển nhiệt đới và hoàn lưu khí quyển tương tự với chu trình hàng ngày của nhiệt độ không khí bề mặt: nhiệt độ cao nhất vào khoảng quá trưa khi bức xạ mặt trời lớn nhất.
Từ những năm đầu của thế kỷ XX, bão được phát hiện và theo dõi thông qua việc phân tích các bản đồ thời tiết dựa trên các số liệu khí áp, gió, mây, mưa v.v... thu nhận được từ lưới trạm quan trắc khí tượng ven bờ biển, trên các hải đảo và tàu biển trên các khu vực rộng lớn hoặc toàn cầu.
Đến nay, nhờ trạm quan trắc khí tượng không ngừng hoàn thiện và các tiến bộ kỹ thuật, đặc biệt là các vệ tinh khí tượng cung cấp thường xuyên các ảnh mây đen trắng hoặc ảnh màu có độ phân giải cao bao trùm toàn bộ trái đất, các cơn bão có thể được phát hiện ngay từ khi chúng mới hình thành ở giữa đại dương cách xa đất liền hàng ngàn km. Khi bão cách bờ biển vài trăm km, radar thời tiết cũng là phương tiện hữu ích để theo dõi bão. Người ta còn đo đạc các số liệu về nhiệt độ, áp suất tâm bão, vận tốc gió bão bằng radar hoặc máy móc chuyên dụng mang đi bằng máy bay.
Hiện nay, các cơn bão được các cơ quan khí tượng quốc tế, khu vực (trong đó có Trung tâm Khí tượng Thủy văn Quốc gia) theo dõi sát sao từ khi bắt đầu hình thành, trong suốt quá trình di chuyển, phát triển đến khi hoàn toàn tan rã. Tuy nhiên, cũng có trường hợp bão phát sinh ngay sát bờ biển nước ta, di chuyển về hướng Tây và đổ bộ vào đất liền chỉ trong khoảng từ vài giờ tới nửa ngày kể từ khi hình thành. Trong trường hợp này, thời gian dự báo sớm nhất cũng chỉ được từ vài giờ đến nửa ngày.

## Mô hình trường gió trong bão
Theo :Với: a là bán kính của mắt bão (m), lấy giá trị quan trắc được.
r: bán kính tính từ tâm bão (m)
V(r): vận tốc gió theo bán kính (m/s)
Vmax: vận tốc gió cực đại (m/s)
Vmax = 5.31√(1010 - Pcbiendong)       (Phương trình Fletcher áp dụng ở Biển Đông)   
Vs: vận tốc dịch chuyển của bão (m/s)
Vc: véc tơ hiệu chỉnh trường gió (m/s)
Vz: véc tơ gió bão (m/s)
Pcbiendong: áp suất tâm bão (mb-hPa)
Rvmax: bán kính của vị trí có gió cực đại trong bão (m), giá trị thống kê 47 km
f = 2ωsinφ là tham số Coriolis
ω: vận tốc góc của Trái Đất
φ: vĩ độ địa lý
Φ: góc lệch của véc tơ gió so với tiếp tuyến đường tròn có tâm là tâm bão
ks và kn là hệ số ma sát theo phương tiếp tuyến và pháp tuyến quỹ đạo phần tử không khí.

## Bão trong vũ trụ
Xem bài chính: Bão trong vũ trụ
Bão trong vũ trụ là dòng các vật chất trôi dạt trong vũ trụ, tập trung chuyển động tương đối theo cùng 1 hướng. Trong khoa học khí tượng-thiên văn, bão trong vũ trụ thường được hiểu là các bão vật chất chuyển động trong phạm vi Hệ Mặt Trời. Ví dụ như Vết Đỏ Lớn trên Sao Mộc hay Cơn Bão Trẻ.